# Flughafen Plowdiw

i7
i11
i13
Der internationale Flughafen Plowdiw (auch Flughafen Krumowo, bulgarisch Летище Пловдив, IATA-Code: PDV, ICAO-Code: LBPD) liegt in Bulgarien nahe dem Dorf Krumowo, ca. 20 km südlich von der zweitgrößten Stadt des Landes, Plowdiw. Der zivile Betreiber ist Plovdiv Airport EAD und befindet sich zu 100 % in staatlicher Eigentum.
Der Flughafen wird auch militärisch genutzt. Die Bulgarischen Luftstreitkräfte bezeichnen ihn als 24. Hubschrauberbasis, 24-ta wertoletna awiazionna basa (24-та вертолетна авиобаза) (24. WAB).

## Geschichte
Aufgrund seiner günstigen Lage wurde der Flughafen während des Balkanfeldzuges 1941 mit einer Fliegerhorstkommandantur der Luftwaffe der Wehrmacht belegt. Dies war möglich, da Bulgarien am 1. März 1941 dem Dreimächtepakt beigetreten war und damit ein Verbündeter des nationalsozialistischen Deutschen Reichs war. Folgende fliegende Verbände waren auf dem Fliegerhorst Krumovo stationiert.
| Von        | Bis         | Einheit                             | Ausrüstung           |
| ---------- | ----------- | ----------------------------------- | -------------------- |
| März 1941  | April 1941  | Transportstaffel VIII. Fliegerkorps | Junkers Ju 52/3m     |
| März 1941  | April 1941  | 7. (H)/LG 2                         |                      |
| April 1941 | April 1941  | I., III./KG 2                       | Dornier Do 17Z       |
| April 1941 | April 1941  | III./KG 3                           | Dornier Do 17Z       |
| April 1941 | April 1941  | V./KG z.b.V. 1                      | Junkers Ju 52/3m     |
| April 1941 | Mai 1941    | I./LG 1                             | Junkers Ju 88A       |
| April 1941 | Mai 1941    | I./KG 51                            | Junkers Ju 88A       |
| April 1941 | Mai 1941    | 4.(F)/Aufkl.Gr. 121                 |                      |
| Mai 1943   | August 1943 | 6./NJG 100                          |                      |
| Juni 1944  | Juni 1944   | 4./NJG 200                          | Messerschmitt Bf 110 |

## Militärische Nutzung
Auf der Westseite des Flughafens befindet sich die Militärbasis, auf der heute drei Helikopterstaffeln der bulgarischen Luftstreitkräfte stationiert sind.
- 1/24-ta wertoletna awioeskadrila (Hubschrauberstaffel), ausgerüstet mit Mi-24W-Kampfhubschraubern
- 2/24-ta wertoletna awioeskadrila, ausgerüstet mit Mi-17 und AS532UL-Transporthubschraubern
- Otdelna utschebno awiosweno (Selbstständige Ausbildungskette), ausgerüstet mit Bell 206B-3-Hubschraubern
- 1-wa Istrebitelna Awioeskadrila (1-ва Изтребителна авиоескадрила, Jagdstaffel), ausgerüstet mit MiG-29A/UB, temporär seit September 2022[4].

Hier befindet sich auch das bulgarische Luftfahrtmuseum, das in der ersten Halle Dokumente, Uniformen, Orden und Fotos zeigt. In der zweiten Halle sind Flugzeugmodelle und im Freigelände 70 Flugzeuge ausgestellt, unter anderem eine originale Arado Ar 196.

## Zivile Nutzung

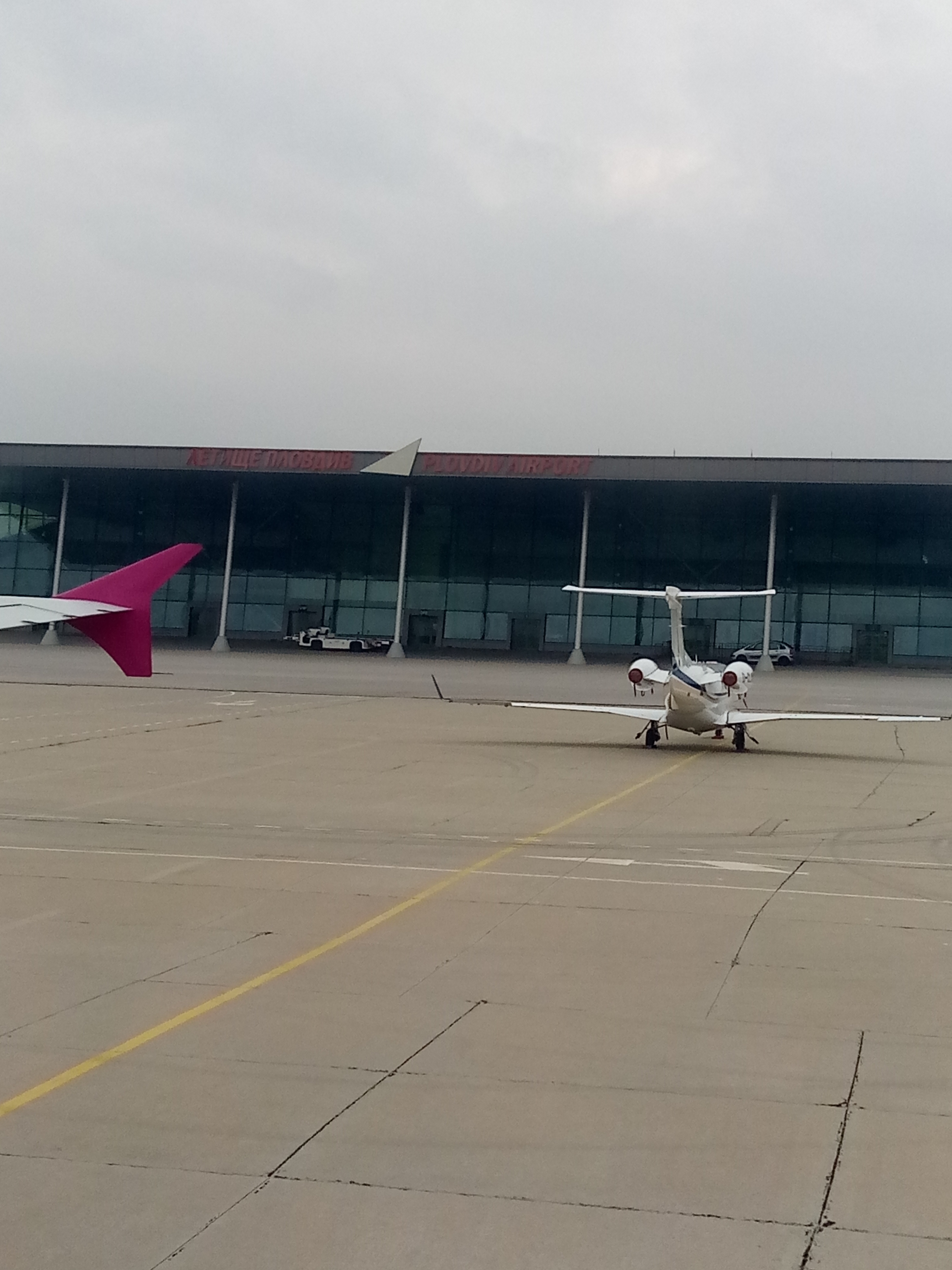
Flughafen Plovdiv (PDV)

Das zivile Terminal befindet sich nordöstlich der Landebahn. Seit Dezember 2010 flog die irische Fluggesellschaft Ryanair den Flughafen von London und Frankfurt-Hahn aus zweimal wöchentlich an. Im Mai 2011 wurde eine weitere Verbindung eröffnet, von Plowdiw nach Bergamo/Mailand, die jedoch Anfang 2012 eingestellt wurde. Im Jahr 2013 wurde die Linie nach London auf 3 Flüge pro Woche erweitert. Die russische Fluggesellschaft S7 Airlines betrieb eine saisonale Fluglinie im Winter nach Moskau-Domodedowo. 
Das Passagieraufkommen lag im Jahr 2016 bei etwa 77.000 Passagieren.
Die Verbindung aus Frankfurt-Hahn wurde zum 23. März 2018 eingestellt.
Im Januar 2022 wurde Plowdiw von Wizz Air von zwei deutschen Flughäfen angeflogen: Dortmund und Memmingen, diese Verbindungen wurden aber nach einem Jahr wieder aufgegeben. 
Im Jahr 2025 kündigten Ryanair und Wizz Air zwei neue Verbindungen nach Mailand-Malpensa und Bratislava an. Weiterhin bestehen die Flüge nach London Stansted (Ryanair), London Luton (Wizz) und im Winterflugplan nach Belfast (Jet2). 
Der Flughafen selbst gibt seine Kapazität mit 600 Personen pro Stunde an.

### Verkehrsanbindung
Der Flughafen ist nur mit privatem PKW oder per Taxi erreichbar. Die nächstgelegene Bahnstation liegt etwa drei Kilometer entfernt auf der Strecke Plowdiw – Assenowgrad, die Verbindungen sind jedoch nicht mit den Ankünften und Abflügen abgestimmt. Eine Busverbindung besteht zurzeit nicht.

## Mediale Rezeption
Im Film The Expendables 2 ist der Flughafen Plovdiv in mehreren Szenen zu sehen, unter anderem eine Schießerei zwischen den Expendables und Vilains Team in der Vorhalle des Terminals.